# シドニー・ワイントラウプ
シドニー・ワイントラウプ（Sidney Weintraub、1914年4月28日 - 1983年6月19日）は、アメリカのニューヨークで生まれた経済学者。アメリカのポスト・ケインジアンの重鎮であった。弟子には、ポール・デヴィッドソンがいる。ワイントラウブ、ワイントゥラウプ、ワイントロープなどと表記されることもある。

## 略歴
- 1914年 ニューヨークのブルックリン区に生まれた。
- 野球がやりたがったが、母の反対によりニューヨーク大学に行く。
- 1938年 - 1939年 ロンドン・スクール・オブ・エコノミクス（LSE）で大学院生として学んだが、第2次世界大戦が勃発したため帰国する。
- 1941年 ニューヨーク大学でPh.D.を取得する（博士論文『独占と経済体制』）。
- 1940年代 米国政府で勤務。
- 1949年 『価格理論』を出版。
- 1951年 ニューヨークの新社会研究学院（ニュースクール・フォー・ソーシャル・リサーチ）の教員となる。
- 1952年 ペンシルヴァニア大学の経済学教授となる（ペンシルヴァニア大学以外に、ミネソタ、ハワイ、ワーテルロー、カナダ、西オーストラリアの各大学で短期的な授業を行った）。
- 1958年 『所得分配の理論への接近』を出版。
- 1978年 ポール・デヴィッドソンとともにJournal of Post Keynesian Economicsを創刊。
- 1983年 死去（69歳）。

## 研究
- 『所得分配の理論への接近』はケインズ経済学のミクロ的基礎に関する研究だが、G・L・S・シャックルを除いて高く評価されず、アメリカでそれが流行するようになるのは1970年代に入ってからといえる。
- 賃金費用に対する価格のマーク・アップの経験的安定性から物価問題や所得分配問題にアプローチする方法を確立したことが挙げられる。WCM（Wage-Cost Mark-Up）理論に基づいて、‘Watchtower Approach’を提唱した。また、TIP（Tax-based Incomes Policy）の提案を生んだ（根井雅弘『異端の経済学』）。

## 主要著作
- 『ケインズ理論による雇用成長と所得分配』、松坂兵三郎訳、ダイヤモンド社、1968年
- 『物価と経済成長の一般理論』（現代経済学選書）、千種義人監修、水吉俊彦訳、巌松堂出版、1971年
- 『所得分配の理論への接近』（現代経済学名著選集16）、明治大学経済学研究会編、増沢俊彦訳、文雅堂銀行研究社、1976年